# Canadá nos Jogos Olímpicos de Inverno de 1968
O Canadá mandou 70 competidores que disputaram nove modalidades nos Jogos Olímpicos de Inverno de 1968, em Grenoble, na França. A delegação conquistou 3 medalhas no total, sendo uma de ouro, uma de prata e uma de bronze.